# 스포츠 공개 유한 법인
스포츠 공개 유한 법인(스페인어: Sociedad anónima deportiva)는 스페인의 특수한 공개유한회사의 형태이다. 이 특수 회사 형태는 1990년에 스포츠 구단의 재정 관리 능력 향상과 투명성 개선을 목적으로 도입되었다. 다수의 스페인 축구 및 농구 구단이 구단 공식 명칭 뒤에 접미사처럼 S.A.D.를 붙여 스포츠 공개 유한 법인임을 나타낸다. 예) 아틀레티코 마드리드 - Club Atlético de Madrid, S.A.D.
세군다 디비시온 혹은 리가 ACB에 소속된 모든 구단은 의무적으로 법인을 S.A.D.의 형태로 전환하여야 한다.
예외적으로 아틀레틱 빌바오, 바르셀로나, 레알 마드리드, 그리고 오사수나는 역사적인 이유로 비영리 스포츠단 체제를 유지함에 따라 스포츠 공개 유한 법인이 되지 않았다.

## 같이 보기
- 스페인의 축구단 목록